# Зелёный Клин (Бурлинский район)
Зелёный Клин — упразднённое село в Бурлинском районе Алтайского края.  Российской Федерации. Входило в состав Новопесчанского сельсовета. Исключено из учётных данных в в 1962 год.у  
Сохранилось сельское кладбище. 

## География
Рельеф — равнинный. Климат — резко континентальный. Средняя температура января −16,8 °C,июля +2

## История
Основано в 1939 году. 
Сельскохозяйственная артель «Ясная заря». С 1950 года отделение колхоза «Заря коммунизма». С 1958 года в составе Новопесчанского сельсовета. С 1963 года отделение колхоза имени Ленина.
Ликвидировано в 1962 году.

## Инфраструктура
Основой экономики было сельское хозяйство .